# Caroline Dhavernas
Caroline Dhavernas (født 15. maj 1978) er en canadisk skuespiller. Dhavernas er bedst kendt i USA, som Jaye fra den kortlivede tv-serie Wonderfalls på Fox. Hun medvirkede også som Dr. Lily Brenner i ABCs medicinske drama Off the Map. I 2013 blev hun castet som Dr. Alana Bloom i NBCs psykologisk tv-serie Hannibal.

## Filmografi

### Film
| År   | Titel                                             | Rolle               | Noter                                                                           |
| ---- | ------------------------------------------------- | ------------------- | ------------------------------------------------------------------------------- |
| 1993 | Cap Tourmente                                     | Valerie Huot        |                                                                                 |
| 1996 | L'oreille de Joé                                  |                     | Kortfilm                                                                        |
| 1999 | L'île de sable                                    | Manou               |                                                                                 |
| 1999 | Running Home                                      | Jessica             |                                                                                 |
| 2001 | Lost and Delirious                                | Kara                |                                                                                 |
| 2001 | Heart: The Marilyn Bell Story                     | Marilyn Bell        |                                                                                 |
| 2001 | Out Cold                                          | Anna                |                                                                                 |
| 2002 | Les moutons de Jacob                              | Caroline            |                                                                                 |
| 2002 | Edge of Madness                                   | Annie Herron        |                                                                                 |
| 2002 | The Baroness and the Pig                          | Emily               |                                                                                 |
| 2003 | The Tulse Luper Suitcases, Part 1: The Moab Story | Passion Hockmeister |                                                                                 |
| 2003 | The Tulse Looper Suitcases: Antwerp               | Passion Hockmeister |                                                                                 |
| 2003 | Red Nose                                          | Nathalie Lachance   |                                                                                 |
| 2005 | These Girls                                       | Keira St. George    |                                                                                 |
| 2006 | Niagara Motel                                     | Loretta             | Nomineret - Genie Award for Best Performance by an Actress in a Supporting Role |
| 2006 | Mr. Average                                       | Claire              |                                                                                 |
| 2006 | Hollywoodland                                     | Kit Holliday        |                                                                                 |
| 2006 | The Beautiful Beast                               | Isabelle-Marie      | Nomineret - Genie Award for Best Achievement in Music - Original Song           |
| 2007 | Breach                                            | Juliana O'Neill     |                                                                                 |
| 2007 | Surviving My Mother                               | Bianca              |                                                                                 |
| 2008 | Passchendaele                                     | Sarah Mann          |                                                                                 |
| 2009 | The Cry of the Owl                                | Nickie Grace        |                                                                                 |
| 2009 | Father and Guns                                   | Geneviève           |                                                                                 |
| 2010 | One Last Dance                                    | Unge Norma          | Kortfilm                                                                        |
| 2010 | The Switch                                        | Pauline             |                                                                                 |
| 2010 | Devil                                             | Elsa Nahai          |                                                                                 |
| 2010 | Wrecked                                           | Kvinde              |                                                                                 |
| 2012 | Mars et Avril                                     | Avril               |                                                                                 |
| 2013 | Goodbye World                                     | Becky               |                                                                                 |

### Fjernsyn
| År      | Titel                                | Rolle                  | Noter                       |
| ------- | ------------------------------------ | ---------------------- | --------------------------- |
| 1990    | Les filles de Caleb                  | Rose Pronovost år 8-11 | Episode: "17"               |
| 1991    | Marilyn                              | Abeille                | tv-serie                    |
| 1993    | Zap                                  | Isabelle Daigneault    | tv-serie                    |
| 1996    | Urgence                              | Josianne Villeneuve    | tv-serie                    |
| 1997    | Lobby                                |                        | tv-serie                    |
| 1998    | Réseaux                              | Christine              | tv-serie                    |
| 1999    | Le polock                            | Camille Langlois       | tv-serie                    |
| 2000    | Tag                                  | Stéphanie              | tv-serie                    |
| 2000    | The Secret Adventures of Jules Verne | Angelique Dore         | Episode: "The Golem"        |
| 2002    | Law & Order                          | Alicia Milford         | Episode: "Girl Most Likely" |
| 2004    | Wonderfalls                          | Jaye Tyler             | Hovedrolleindehaver         |
| 2010    | Law & Order: Criminal Intent         | Maya Sills             | Episode: "Love Sick"        |
| 2010    | The Pacific                          | Vera Keller            | Miniserie                   |
| 2011    | Over/Under                           | Vicky Harmon-Castle    | Episode: "Pilot"            |
| 2011    | Off the Map                          | Dr. Lily Brenner       | Hovedrolleindehaver         |
| 2013–nu | Hannibal                             | Dr. Alana Bloom        | Hovedrolleindehaver         |

## Eksterne links
- Wikimedia Commons har flere filer relateret til Caroline Dhavernas
- Caroline Dhavernas på Internet Movie Database (engelsk)
- Caroline Dhavernas på Scope
- Caroline Dhavernas på Svensk Filmdatabas (svensk)
- Caroline Dhavernas på AlloCiné (fransk)
- Caroline Dhavernas på AllMovie (engelsk)
- Caroline Dhavernas på The Movie Database (engelsk)